# Pontru
Pontru ist eine französische Gemeinde mit 281 Einwohnern (Stand: 1. Januar 2022) im Département Aisne in der Region Hauts-de-France; sie gehört zum Arrondissement Saint-Quentin und zum Kanton Saint-Quentin-1.

## Geografie
Die Gemeinde Pontru liegt etwa acht Kilometer nordwestlich von Saint-Quentin. Nachbargemeinden von Pontru sind Villeret im Norden, Bellicourt im Nordosten, Pontruet im Osten, Gricourt im Südosten und Süden, Maissemy im Süden und Südwesten sowie Le Verguier im Westen. Im Nordosten von Pontru verläuft die Autoroute A26. Nahe der Autobahn stehen drei Windkraftanlagen als Teil eines interkommunalen Windparks.

## Bevölkerungsentwicklung
| Jahr                       | 1962 | 1968 | 1975 | 1982 | 1990 | 1999 | 2006 | 2015 | 2022 |
| Einwohner                  | 281  | 286  | 253  | 252  | 247  | 276  | 302  | 261  | 281  |
| Quellen: Cassini und INSEE |      |      |      |      |      |      |      |      |      |

## Sehenswürdigkeiten
- Kirche Saint-Rémi
- deutscher Soldatenfriedhof (zum Teil auf dem Gebiet der Gemeinde Massemy)

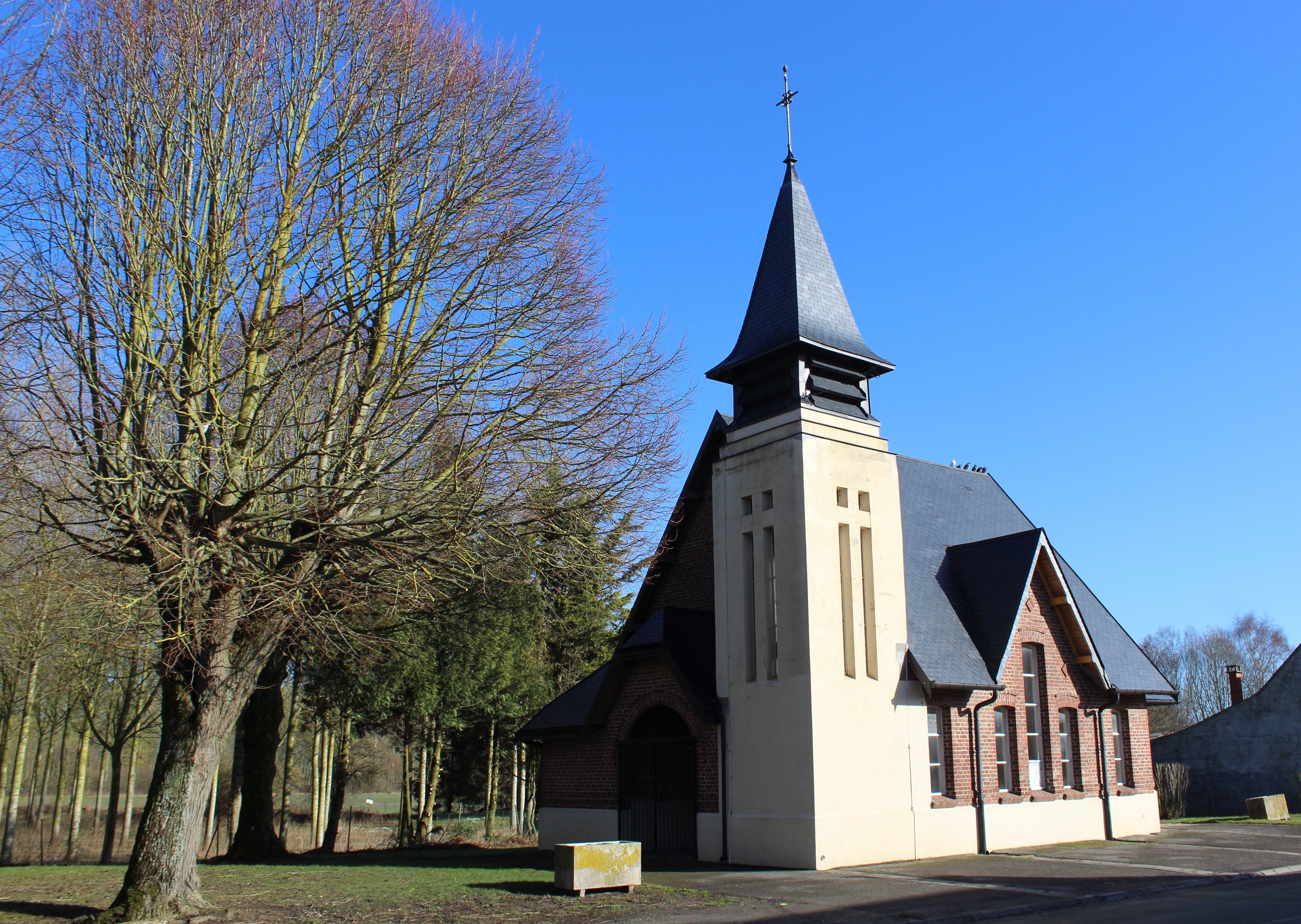
Kirche Saint-Rémi
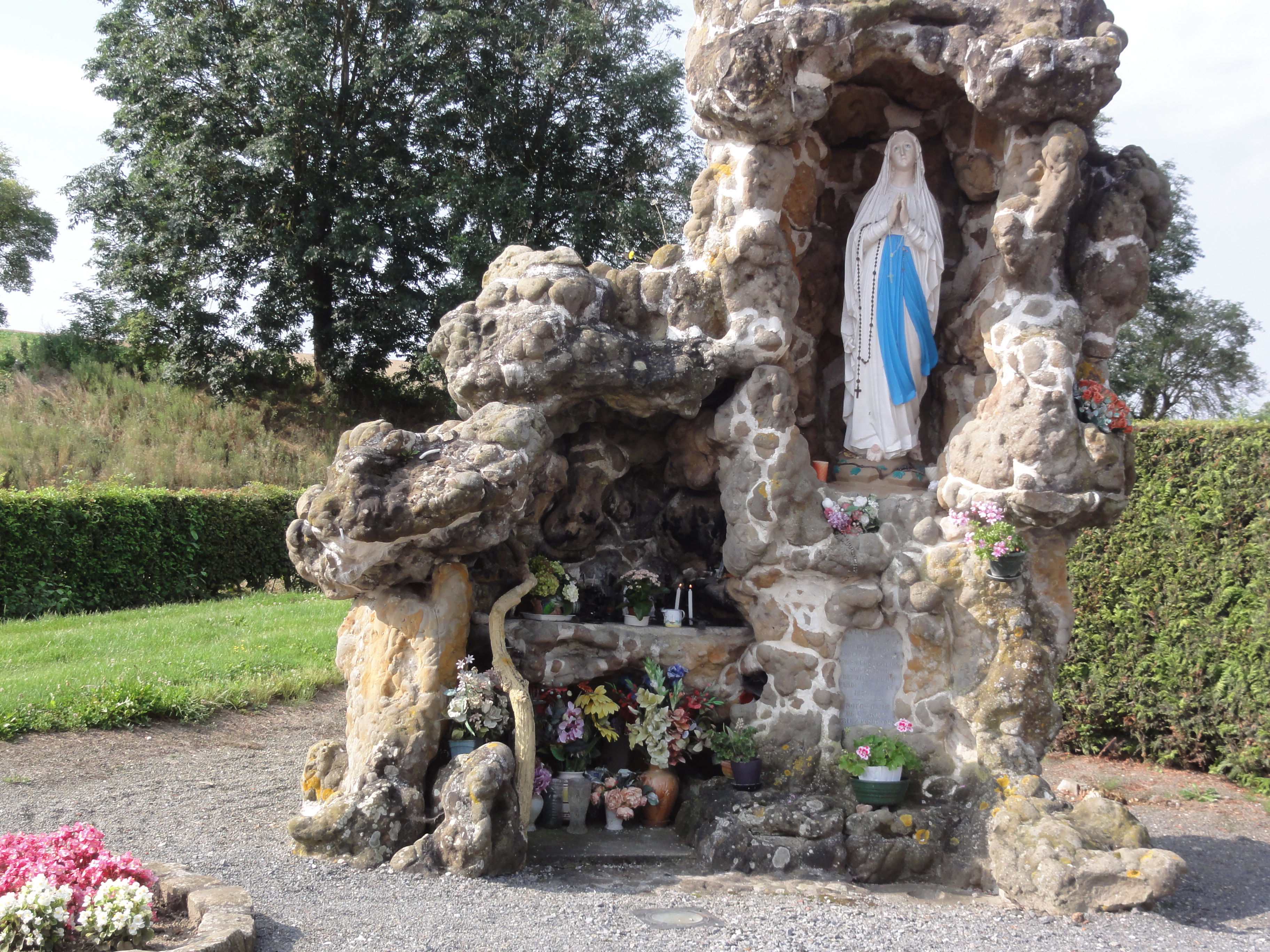
Replik einer Lourdesgrotte
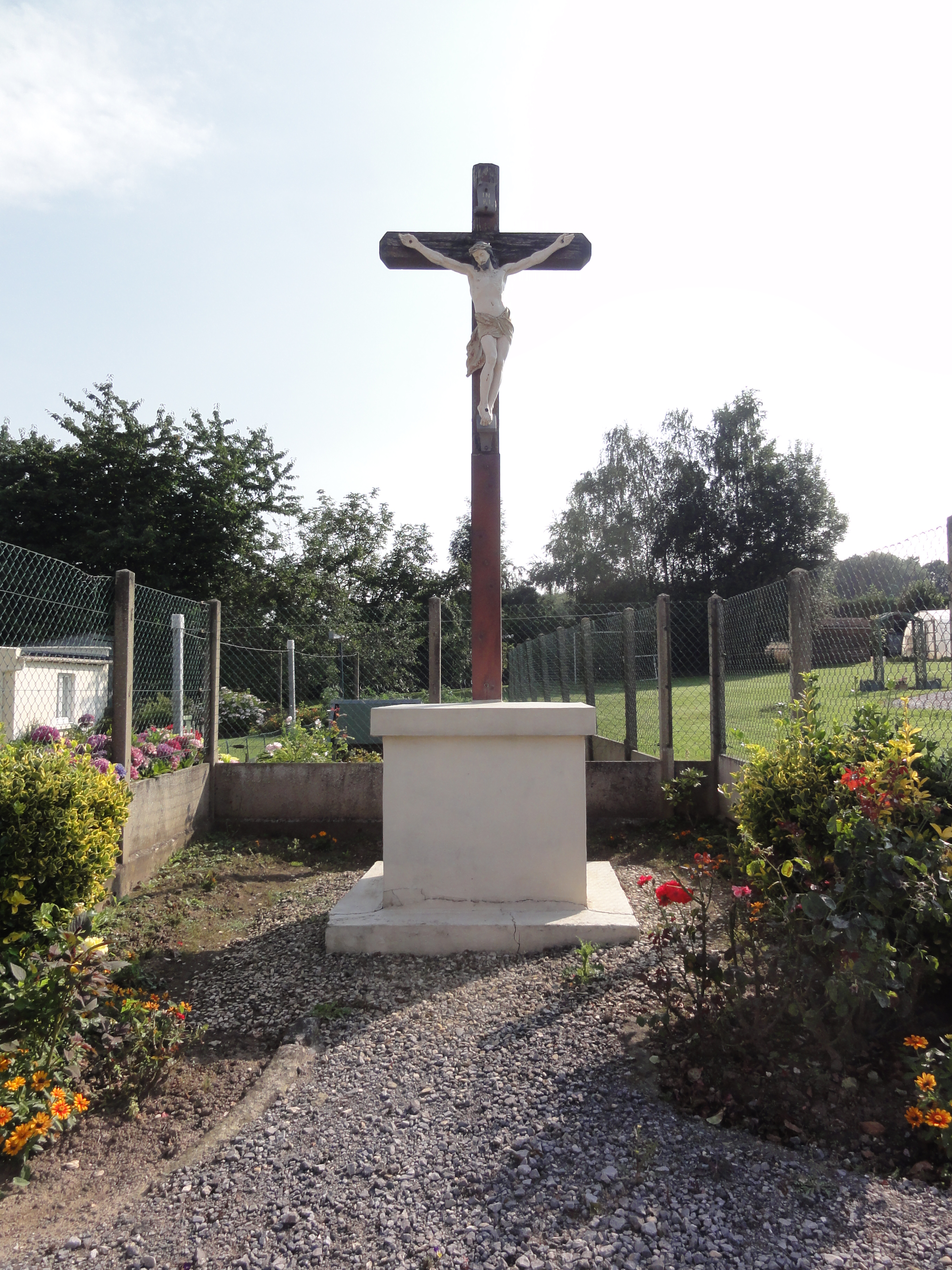
Wegkreuz
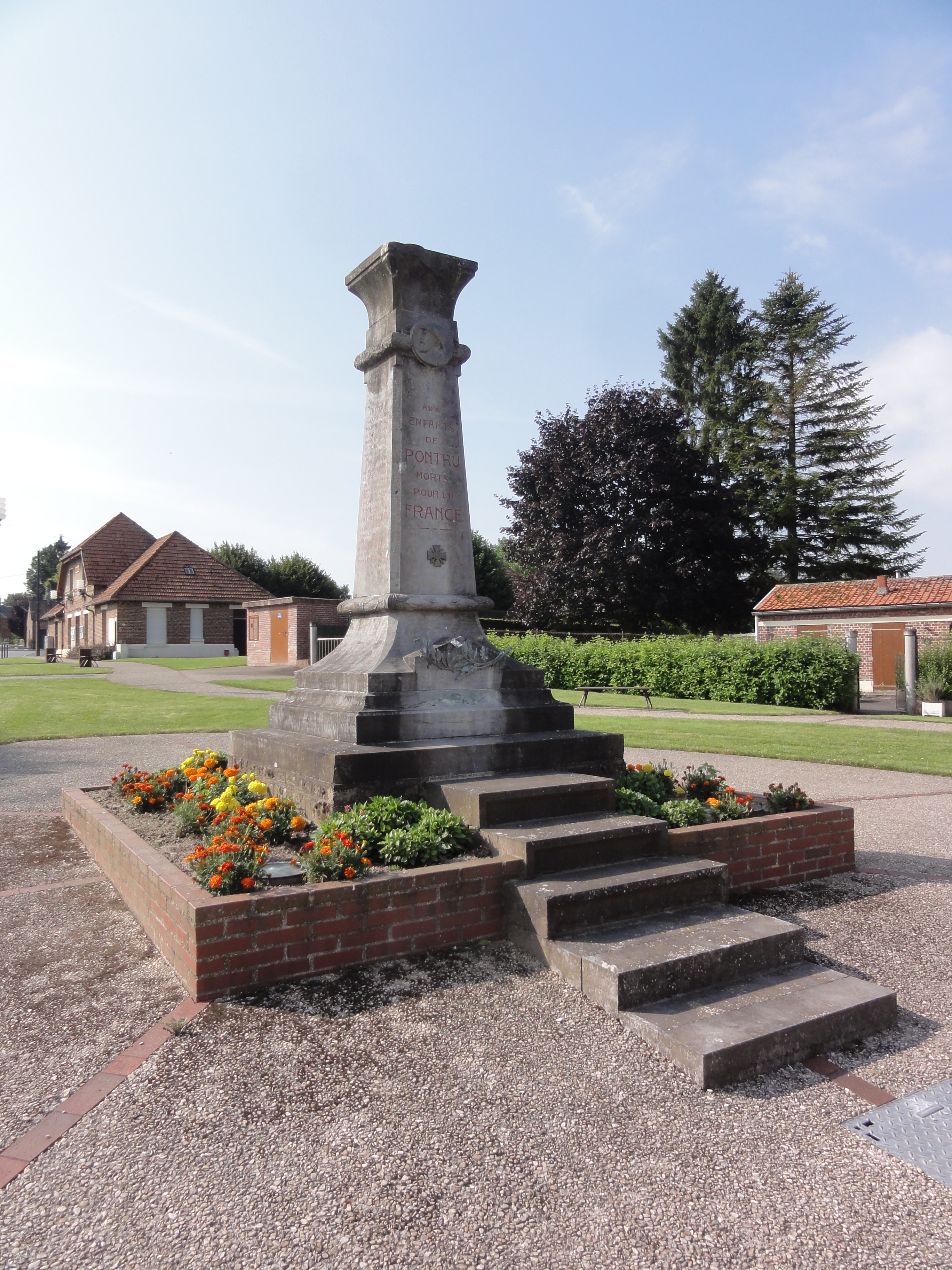
Gefallenendenkmal